# 土肥洋一
土肥 洋一（どい よういち、1973年7月25日 - ）は、熊本県熊本市出身の元プロサッカー選手。現役時代のポジションはゴールキーパー（GK）。元日本代表。

## 経歴
中学校1年生の時にサッカーを始めた。1992年、熊本県立大津高等学校卒業後の日本サッカーリーグが内定していたが、足の骨折により契約が流れた。

### 日立 / 柏レイソル
プロ選手への夢を諦めきれず、日本テレビ『天才・たけしの元気が出るテレビ!!』の番組内企画「GENKI FC」（コーチはセルジオ越後）に出演。Jリーグクラブへのアピールを行い、ジャパンフットボールリーグ・日立製作所サッカー部（後の柏レイソル） との契約を果たした。
加藤竜二らとのポジション争いを経て正GKの地位を掴み、1996年にはアトランタ五輪バックアップメンバー選出や、JOMOカップ出場など活躍を見せたが、1998年以降は南雄太 や吉田宗弘の台頭を受け、ベンチ入りメンバーからも外れがちとなっていた。

### FC東京
2000年には出場機会を求め、この年よりJ1に昇格したFC東京に完全移籍で加入。大熊清監督の標榜する全員守備の要として、開幕からレギュラーポジションを維持。課題のポジショニングや状況判断を向上させ、安定感を高めた。
2002年に原博実監督が就任してからもその信頼は揺るがず、2004年2nd第11節対広島戦で、146試合連続フルタイム出場というJリーグ新記録を達成（以前の記録は元清水GK真田雅則の145試合）。この年のJリーグベストイレブンにも選出された。また、同年のナビスコカップ決勝では、退場者を出す不利な状況の中、浦和の猛攻に耐え、優勝に貢献すると共に自らもMVPを獲得。
その後は、日本代表との並行によるコンディション調整に苦心しながらも、シュートへの鋭い反応と正確なキャッチング、守備陣を動かすコーチングを武器に正GKとして出場を続け、2006年第33節対浦和戦の不出場に至るまで、2000年開幕戦から延べ216試合連続フルタイム出場というJリーグ新記録を打ち立てた（この記録は2014年に鹿島の曽ヶ端準が更新。）。2007年は塩田仁史にレギュラーを奪われるようになり、同年末に退団。試合での好守だけでなく、主将を任され精神的にもチームを牽引する存在だった。

### 日本代表
2003年、J1ファーストステージにおいてFC東京がリーグ最小失点を記録したことで評価を高め、同年6月に日本代表としてコンフェデレーションズカップに帯同。
以後も川口能活、楢﨑正剛に次ぐ第3GKの立場ながら メンバー入りを続け、2004年2月のキリンチャレンジカップ・マレーシア戦で国際Aマッチ初出場を果たした。2005年の東アジア選手権第3戦の韓国戦ではスーパーセーブを連発し、日本の勝利に貢献した。
2006年ドイツワールドカップにも選出され、試合出場こそ無かったが最年長選手としてチームを盛り立て、対ブラジル戦のハーフタイムでは出場していた川口を励ます様子が見られた。日本代表の紅白戦では攻撃的なポジションを任されることが多く、得点を挙げることもあった。

### 東京ヴェルディ
2008年、福西崇史と共に、J1へ復帰した同じ東京のライバル・東京ヴェルディへと完全移籍。移籍後は高木義成を抑えて正GKの座を獲得し、リーグ戦全試合出場と奮闘したがチームは17位となりJ2降格。クラブの経営悪化により一度は契約非更新が発表されたが、減俸での再オファーに応じ、翌2009年の1月に再契約が発表された。J2降格後も正GKの座を守り、高木は名古屋移籍した。
2011年5月4日、古巣FC東京との「東京ダービー」試合中に負傷交代。左アキレス腱断裂により全治6ヶ月と診断され 離脱。
持ち前の闘志は衰えず、2012年7月15日、第24節鳥取戦で1年2ヶ月ぶりに復帰し、柴崎貴広からポジションを奪取。至近距離でのシュートセーブの鋭さを見せ、健在ぶりを発揮していたが、この年限りで戦力外となり、シーズン終了後、契約満了により退団。

## 現役引退以後
2013年1月、現役引退と東京Vの育成GKコーチ就任が発表された。同年末、Jリーグ功労選手賞受賞。2014年、JFA公認A級ジェネラルライセンス取得。
また、トレーナー木場克己と共にアスリートのコンディション調整治療やトレーニング指導などを行う株式会社アスリートウェーブの経営者としても活動している。
2014年9月、東京Vトップチーム監督冨樫剛一の要望を受け、同チームのGKコーチに就任。冨樫の退任に伴い2016年限りで退任。
2017年、東京ヴェルディの育成GKコーチに就任。シーズン終了後の11月に同コーチを契約満了で退任。その後、2018年シーズンからレノファ山口FCトップチームGKコーチに就任することが発表された。
2023年シーズン終了後、契約満了により退任した。その後、2024シーズンから横浜FCのGKコーチに就任したことが発表された。

## 所属クラブ
- 熊本市立城南小学校[17]
- 熊本市立城南中学校[17]
- 1989年 - 1991年 熊本県立大津高校
- 1992年 - 1999年  日立製作所本社サッカー部 / 日立FC柏レイソル / 柏レイソル
- 2000年 - 2007年  FC東京
- 2008年 - 2012年  東京ヴェルディ

## 個人成績
| 国内大会個人成績 | 国内大会個人成績 | 国内大会個人成績 | 国内大会個人成績 | 国内大会個人成績 | 国内大会個人成績 | 国内大会個人成績 | 国内大会個人成績 | 国内大会個人成績 | 国内大会個人成績 | 国内大会個人成績 | 国内大会個人成績 |
| 年度             | クラブ           | 背番号           | リーグ           | リーグ戦         | リーグ戦         | リーグ杯         | リーグ杯         | オープン杯       | オープン杯       | 期間通算         | 期間通算         |
| 年度             | クラブ           | 背番号           | リーグ           | 出場             | 得点             | 出場             | 得点             | 出場             | 得点             | 出場             | 得点             |
| 日本             | 日本             | 日本             | 日本             | リーグ戦         | リーグ戦         | リーグ杯         | リーグ杯         | 天皇杯           | 天皇杯           | 期間通算         | 期間通算         |
| ---------------- | ---------------- | ---------------- | ---------------- | ---------------- | ---------------- | ---------------- | ---------------- | ---------------- | ---------------- | ---------------- | ---------------- |
| 1992             | 日立             |                  | 旧JFL1部         | 0                | 0                | -                | -                |                  |                  |                  |                  |
| 1993             | 柏               | 31               | 旧JFL1部         | 0                | 0                | 0                | 0                | 0                | 0                | 0                | 0                |
| 1994             | 柏               | 31               | 旧JFL            | 15               | 0                | 1                | 0                | 0                | 0                | 16               | 0                |
| 1995             | 柏               | -                | J                | 17               | 0                | -                | -                | 2                | 0                | 19               | 0                |
| 1996             | 柏               | -                | J                | 30               | 0                | 15               | 0                | 2                | 0                | 47               | 0                |
| 1997             | 柏               | 1                | J                | 19               | 0                | 8                | 0                | 3                | 0                | 30               | 0                |
| 1998             | 柏               | 1                | J                | 8                | 0                | 0                | 0                | 1                | 0                | 9                | 0                |
| 1999             | 柏               | 1                | J1               | 3                | 0                | 0                | 0                | 0                | 0                | 3                | 0                |
| 2000             | FC東京           | 20               | J1               | 30               | 0                | 2                | 0                | 0                | 0                | 32               | 0                |
| 2001             | FC東京           | 1                | J1               | 30               | 0                | 3                | 0                | 1                | 0                | 34               | 0                |
| 2002             | FC東京           | 1                | J1               | 30               | 0                | 7                | 0                | 1                | 0                | 38               | 0                |
| 2003             | FC東京           | 1                | J1               | 30               | 0                | 6                | 0                | 2                | 0                | 38               | 0                |
| 2004             | FC東京           | 1                | J1               | 30               | 0                | 1                | 0                | 3                | 0                | 34               | 0                |
| 2005             | FC東京           | 1                | J1               | 34               | 0                | 0                | 0                | 2                | 0                | 36               | 0                |
| 2006             | FC東京           | 1                | J1               | 32               | 0                | 2                | 0                | 0                | 0                | 34               | 0                |
| 2007             | FC東京           | 1                | J1               | 14               | 0                | 4                | 0                | 0                | 0                | 18               | 0                |
| 2008             | 東京V            | 1                | J1               | 34               | 0                | 4                | 0                | 0                | 0                | 38               | 0                |
| 2009             | 東京V            | 1                | J2               | 43               | 0                | -                | -                | 1                | 0                | 44               | 0                |
| 2010             | 東京V            | 1                | J2               | 34               | 0                | -                | -                | 1                | 0                | 35               | 0                |
| 2011             | 東京V            | 1                | J2               | 2                | 0                | -                | -                | 0                | 0                | 2                | 0                |
| 2012             | 東京V            | 1                | J2               | 18               | 0                | -                | -                | 0                | 0                | 18               | 0                |
| 通算             | 日本             | 日本             | J1               | 341              | 0                | 52               | 0                | 17               | 0                | 410              | 0                |
| 通算             | 日本             | 日本             | J2               | 97               | 0                | -                | -                | 2                | 0                | 99               | 0                |
| 通算             | 日本             | 日本             | 旧JFL1部         | 15               | 0                | 1                | 0                |                  |                  |                  |                  |
| 総通算           | 総通算           | 総通算           | 総通算           | 453              | 0                | 53               | 0                |                  |                  |                  |                  |

- 1995年7月1日：Jリーグ初出場 - J1サントリー第21節 vs浦和レッドダイヤモンズ (柏)
- 2000年8月5日：J1 100試合出場 - J1 2nd第8節 vs柏レイソル (西部緑地陸)
- 2004年4月3日：J1 200試合出場 - J1 1st第3節 vs東京ヴェルディ1969 (味スタ)
- 2007年5月26日：J1 300試合出場 - J1第13節 vs名古屋グランパスエイト (味スタ)[42]
- Jリーグ連続出場記録 - 216試合 (2000年 - 2006年)

## 代表歴

### 出場大会など
- 2003年 FIFAコンフェデレーションズカップ2003、東アジアサッカー選手権2003
- 2004年 FIFAワールドカップアジア1次予選、AFCアジアカップ・中国大会
- 2005年 FIFAワールドカップアジア最終予選、東アジアサッカー選手権2005、FIFAコンフェデレーションズカップ2005
- 2006年 FIFAワールドカップ・ドイツ大会

### 試合数
- 国際Aマッチ 4試合[1] 0得点 (2003-2006)

| 日本代表 | 国際Aマッチ | 国際Aマッチ |
| 年       | 出場        | 得点        |
| -------- | ----------- | ----------- |
| 2003     | 0           | 0           |
| 2004     | 2           | 0           |
| 2005     | 2           | 0           |
| 2006     | 0           | 0           |
| 通算     | 4           | 0           |

### 出場
| No. | 開催日         | 開催都市 | スタジアム                       | 対戦相手     | 結果 | 監督   | 大会                   |
| --- | -------------- | -------- | -------------------------------- | ------------ | ---- | ------ | ---------------------- |
| 1.  | 2004年02月07日 | 茨城県   | 茨城県立カシマサッカースタジアム | マレーシア   | ○4-0 | ジーコ | キリンチャレンジカップ |
| 2.  | 2004年11月17日 | 埼玉県   | 埼玉スタジアム2002               | シンガポール | ○1-0 | ジーコ | ワールドカップ予選     |
| 3.  | 2005年08月07日 | 大邱     |                                  | 韓国         | ○1-0 | ジーコ | 東アジア選手権         |
| 4.  | 2005年10月08日 | リガ     |                                  | ラトビア     | △2-2 | ジーコ | 国際親善試合           |

## 指導歴
- 2013年 - 2017年 東京ヴェルディ1969
  - 2013年 - 2014年9月 育成GKコーチ[34]
  - 2014年9月 - 2016年 トップチーム GKコーチ[34]
  - 2017年 育成GKコーチ[37]
- 2017年 U-18日本代表 GKコーチ[43]
- 2018年 - 2023年 レノファ山口FC GKコーチ[39]
- 2024年 - 横浜FC GKコーチ[41]

## タイトル

### クラブ
FC東京
- Jリーグカップ : 1回 (2004年)

### 代表
- AFCアジアカップ : 1回 (2004年)

### 個人
- ナビスコカップ MVP (2004年)
- Jリーグベストイレブン (2004年)
- Jリーグ優秀選手賞 (2002年、2003年、2004年、2005年)
- Jリーグ功労選手賞 (2013年)